# Chiurlo (araldica)
In araldica il chiurlo compare solo in alcuni stemmi di araldica civica.

D'azzurro, al chiurlo fermo su una zampa d'argento, imbeccato e membrato d'oro, con le ali spiegate (stemma di Oulunsalo, Finlandia)
Troncato: nel 1º di rosso a due conchiglie di San Giacomo d'argento, nel 2º d'azzurro a due chiurli affrontati d'oro con la testa rivolta verso i fianchi dello scudo; innestato in punta di verde alla palla da golf d'argento caricata della lettera Ç del campo (Zarapicos, Spagna)

## Traduzioni
- Francese: courlieu, courlis
- Inglese: curlew
- Tedesco: Brachvögel
- Spagnolo: zarapito